# Civitas (think tank)
Pour les articles homonymes, voir Civitas (homonymie).
Civitas est un think tank britannique. Créé en 2000, il se présente comme un Institut pour l'étude de la société civile et travaillant sur des questions liées à la démocratie et aux politiques sociales, libertarien de droite, anti-européen (pro-Brexit) et climatosceptique. 
D'abord basée à Londres au 77 Great Peter Street, Civitas a déménagé au 1er étage du 55 Tufton Street, dans les mêmes locaux que Business for Britain et d'autres thinks tanks de droite, où le parti Vote Leave a été initialement créé et logé et où ce parti s'est secrètement concerté avec d'autres groupes de pressions pour influencer le vote du référendum, dont en s'appuyant sur les données personnelles illégalement « aspirées » sur les Compte Facebook de 87 millions d'internautes par Cambridge Analytica, pour monter avec l'aide d'AggregateIQ (société-sœur de Cambridge Analytica, basée au Canada) des algorithmes de campagnes de ciblage personnalisé destiné à faire changer d'avis un nombre significatifs de futurs votants, en faveur du Brexit.

## Histoire et activités

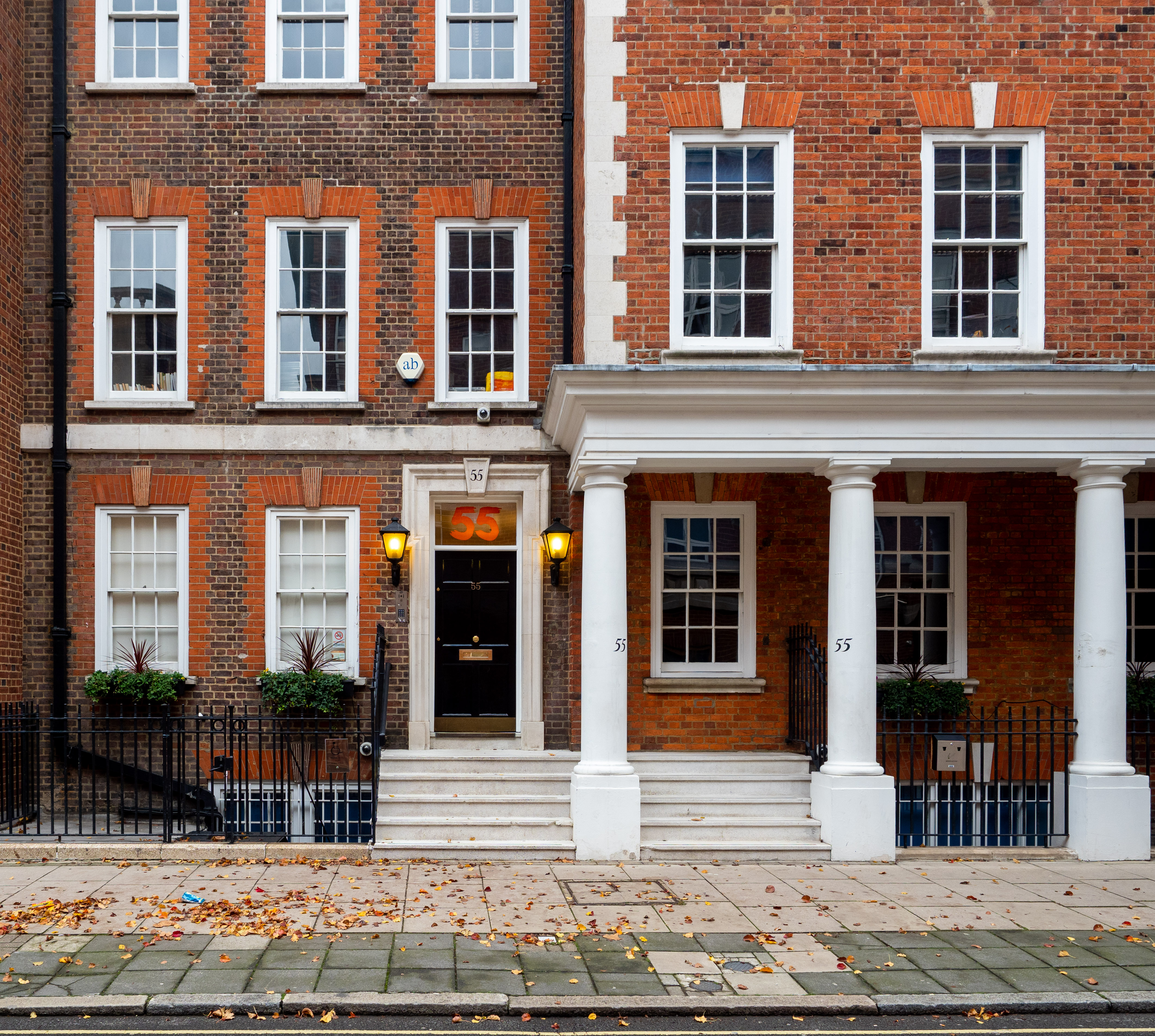
Civitas est installé au 55 Tufton Street, à Westminster (Londres). Cette maison, depuis 2009 propriété de Richard Smith est connue pour accueillir de nombreux groupes de pression et think tanks de droite, libertariens, euro sceptiques et/ou climatosceptiques, dont la plupart se sont coordonnées pour qu'advienne le Brexit.

Selon ConservativeHome, Civitas « a commencé en tant qu'élément travaillant sur la santé et de bien-être au sein de l'Institut des affaires économiques (Institute of Economic Affairs ou IEA), mais en a été séparé pour se développer, et parce que les éléments libertariens de droite présents au sein de l'AIE désapprouvaient l'accent mis sur des questions (sociales) non strictement économiques ».

## Statut juridique
Civitas a été créé sous statut d'organisation caritative et éducative, devant donc respecter certains critères, susceptibles d'être contrôlés par la Charity Commission.

## Budget, financements, dépenses
En 2009, ses revenus s'élevaient à 975 311 £ et le think tank employait 19 personnes.
En 2016, Civitas a déclaré un budget de 828 707 £ (dont 767 254 £ provenant de dons, 30 013 £ venant des ventes de publications et 31 440 £ en intérêts et dividendes). Civitas payait un loyer d'environ 3 250 £ par mois pour ses bureaux.

## Actions
En 2007, Civitas a créé le Centre pour la cohésion sociale.
Les travaux de recherche de Civitas ont été très utilisées par Vote Leave durant le processus du référendum sur l'appartenance du Royaume-Uni à l'Union européenne qui a abouti au Brexit (évènement souhaité et activement promu par les conservateurs libertariens de droite

## Obédiences politiques
Civitas se décrit comme « non partisan », « sans lien avec aucun parti politique et refusant les subventions d'Etat pour ses études », mais ne cache pas une obédience « libérale classique » ; le Times et le Daily Telegraph s'accordent classer Civitas  parmi les « centre de réflexion de droite »,.
Son fondateur et directeur est le Dr. David G. Green. Cet ancien chercheur à l'Université de Canberra, a été de 1984 à 2000 à l'Institute of Economic Affairs où il a dirigé l'Unité de la santé et du bien-être à (partir de 1986). Il a aussi été élu (Labour) au Conseil municipal de Newcastle upon Tyne (1976-1981 ; 1981-1983), et il écrit occasionnellement dans le Daily Telegraph. Sa directrice adjointe Anastasia de Waal contribue fréquemment à la section «Le commentaire est gratuit» du Guardian.
Selon le Times Civitas a été l'allié de Michael Gove (ancien secrétaire à l'Éducation). Il s'oppose aux « réglementations environnementales », et notamment à la législation visant à réduire les émissions de gaz à effet de serre ainsi qu' à une plus grande dépendance aux énergies renouvelables,,.

## Climatoscepticisme
Civitas est climatosceptique et propage le déni du changement climatique et/ou s'oppose plus largement au droit de l'environnement et en particulier aux législations visant à diminuer les émissions de gaz à effet de serre.
Ce groupe s'oppose à une plus grande dépendance aux énergies renouvelables (éolien et solaire notamment). L'un des rapports de Civitas, signé par John Constable (chargé du sujet de l'énergie au GWPF), affirmait en 2013 que la transition énergétique passant par les énergies renouvelables impliquerait que « plus de personnes travailleraient pour des salaires inférieurs dans le secteur de l'énergie, que les coûts de l'énergie augmenteraient, que l'économie stagnerait et qu'il y aurait une baisse significative du niveau de vie ». Un rapport publié en 2012 par Ruth Lea (directrice d'un projet de Civitas, dénommé « Manufacturing Renewal Projec » et par ailleurs conseillère du groupe Arbuthnot Latham/Arbuthnot Banking Group.), affirme que l'énergie éolienne terrestre et offshore sont les formes les plus coûteuses de production d'électricité, reprenant des travaux de Colin Gibson (ancien directeur du National Grid (1993-1997), portant ensuite un discours antiéolien, dont en Écosse ; selon RenewableUK et Sonne Wind & Wärme, détracteurs de ce rapport, ce document est « basé sur des informations obsolètes et inexactes » et il s'appuie largement sur des travaux non-évaluées par des pairs et provenant de diverses organisations anti-éoliennes.
L'un de ses 4 administrateurs (Alan Rude), ingénieur électricien, ancien directeur général adjoint de British Telecommunications (BT), fondateur et président de la Fondation ERA (groupe d'ingénieurs) est également connu pour son déni du réchauffement climatique ou de ses effets, opinion qu'il a aussi pu défendre ailleurs en tant membre du conseil scientifique de la Global Warming Policy Foundation (GWPF, le think tank anglais le plus climatosceptique du pays) et comme membre de la Royal Society (qui n'a que tardivement (2010) admis la réalité du réchauffement climatique anthropique) ou quand il était membre du comité consultatif scientifique du gouvernement anglais. En 2016, Rude a perdu 1000£ après avoir parié que l'année 2015 verrait le monde se refroidir,.

## Gouvernance
Sous l'égide des Administrateurs (Edward Magnus Shaw, Nigel Vinson, Baron Vinson, Alan Rudge), :
- Directeur : David G. Green[19],[4]
- Directeur adjoint (recherche) : Anastasia de Waal
- Directeur éditorial et directeur des communications : Robert Whelan[1], remplacé en décembre 2019 par Jim McConalogue (qui promeut une nouvelle constitution après le Brexit)[3].
- Chercheur : Jonathan Lindsell (2016)[4]
- Directrice (du projet écoles Civitas, embauchée en 2017)[3] : Justine Brian[20]
- Emma Lennard (ancienne institutrice et impliquée dans l'éducation religieuse ; ancienne assistante au Parlement européen[3].
- Ed Husain (Senior Fellow ; directeur (à partir de septembre 2017) du projet interne Islam, Occident et géopolitique
- Joanna Williams (Directrice du projet Liberté, Démocratie et Victime, depuis janvier 2020)
- Richard Norrie (directeur du programme de recherche sur les statistiques et les politiques, depuis juillet 2020).
- Dr Radomir Tylecote (formé à la Business School de l'Imperial College, ayant travaillé sur l'économie chinoise, il est à Civitas directeur de l'unité Défense et sécurité pour la démocratie, DSD). Il a aussi co-fondé la Free Speech Union (où il est directeur de la recherche), et co-fondé le « Good Governance Project » et membre de l'Institute of Economic Affairs.
- Max Klinger (chercheur, il a rejoint Civitas en janvier 2021).
- Ben Cobley (chercheur à Civitas depuis 2019, auteur de The Tribe: The Liberal-Left and the System of Diversity).
- Catherine Green (chargée du service d'abonnement et d'adhésion).
- Carol Bristow (Office Manager depuis 2010).

## Publications
Livres
A propos du Crime
- Crime and Civil Society: Can we become a more law-abiding people? (2005) Dr David G. Green, Emma Grove and Nadia A. Martin
- Crimes of the Community: Honour-based Violence in the UK (2007) James Brandon and Salam Hafez
- The Public and the Police (2008) Harriet Sergeant

Education
- Corruption of the Curriculum (2007) Robert Whelan, ed., with an introduction by Frank Furedi[21]
- The Butterfly Book: A Reading and Writing Course (2007) Irina Tyk
- The Butterfly Grammar: A Course for Better English (2008) Irina Tyk and Ed Dovey
- Inspecting the Inspectorate: Ofsted Under Scrutiny (2008) Anastasia de Waal
- Liberal Education and the National Curriculum (2010) Prof. David Conway
- What Your Year 1 Child Needs to Know (2011) E. D. Hirsch, Jr. (ed.)

Family
- Second Thoughts on the Family (2008) Anastasia de Waal
- Licensed to Hug: How child protection policies are poisoning the relationship between the generations and damaging the voluntary sector (2008) Frank Furedi and Jennie Bristow[22]
- The Meaning of Matrimony: Debating Same-Sex Marriage (2013) Anastasia de Waal, ed, contributors include Brendan O’Neill, Peter Tatchell and Frank Furedi

A propos de la santé 
- Putting Patients Last (2009) Peter Davies, James Gubb and Donald R. Keogh
- Quite Like Heaven? Options for the NHS in a Consumer Age (2007) Nick Seddon and Bernard Ribeiro

A propos de l'immigration et du multiculturalisme
- Do We Need Mass Immigration? (2002) Anthony Browne
- The ‘West’, Islam and Islamism: Is ideological Islam compatible with liberal democracy? (2003) Caroline Cox and John Marks
- The Poverty of Multiculturalism (2005) Patrick West
- A Nation of Immigrants? A brief demographic history of Britain (2007) Prof. David Conway
- Disunited Kingdom (2009) Prof. David Conway
- From Two Cultures To No Culture: C.P. Snow’s ‘Two Cultures’ Lecture Fifty Years On (2010) Frank Furedi, Roger Kimball, Raymond Tallis, Robert Whelan, dedicated to Claire Fox[23]

A propos de l'Environment et du climat
- The Green Mirage: Why a low-carbon economy may be further off than we think[24] (2011) John Constable (Renewable Energy Foundation/Global Warming Policy Foundation)[25]

A propos de l'industrie manufacturière 
- Nations Choose Prosperity: Why Britain needs an Industrial Policy (2009) Ruth Lea and David G. Green

## Critiques
Sir Alan Rudge et Lord Nigel Vinson sont aussi tous deux conseiller du GWPF, et en sont aussi des bailleurs de fonds, ce qui peut faire craindre des conflits d'intérêts ; et selon l'ONG Transparify, les opérations de ce groupe sont « opaques »,,,,,.
En 2019, Civitas dit accepter de publier les noms de ceux de ses donateurs qui, sur demande, sont prêts à être identifiés.